# 藤澤達弥
藤澤 達弥（ふじさわ たつや、1996年7月12日 - ）は、北海道テレビ放送（HTB）のアナウンサー。

## 来歴
北海道札幌市北区出身。血液型はA型。北海道札幌国際情報高等学校、同志社大学法学部卒業。
2019年、山口放送（KRY）に入社。2022年6月、山口放送(KRY)を退社。7月、北海道テレビ(HTB)に中途入社。
2023年4月3日からイチモニ!、月・火曜ニュースキャスター担当。
（2023年10月2日より月曜～金曜平日通し担当）
趣味はゲーム・漫画・二郎系ラーメン屋巡り

## 担当番組

### 北海道テレビ放送（2022年 - ）
- イチモニ! - ニュースキャスター（月曜～金曜日担当）
- HTBニュース（不定期）[5]
- 第104回全国高等学校野球選手権 南北海道大会決勝（2022年7月26日） - リポート
- アナちゃん（不定期）
- イチオシ!! （不定期）- リポーター
- イチ盛り（不定期） - MC（2024年4月18日 - ）
- HTBノンフィクション（不定期） - ナレーション

### 山口放送（2019年 - 2022年）
- KRYニュースライブ（2020年1月10日、1月13日） - 高橋良が全国高校サッカー中継担当による代打。
- お昼はZENKAI ラヂオな時間（2020年3月 - 2021年3月24日） - パーソナリティ（水曜日）
- 熱血テレビ（ - 2021年3月） - リポーター
- KRYさわやかモーニング（2021年3月29日 - 2022年6月24日） - 8代目男性キャスター
- 山口県 U-12サッカー選手権（2022年6月25日） - 実況[6]
- Happy☆Paradise（2020年3月 - 2022年6月25日）[7]
- KRYニュース
- 24時間テレビラジオリポート
- なりカル!